# نهى إسماعيل
نهى إسماعيل ممثلة مصرية كانت بدايتها من خلال عملها في الإعلانات ثم بعد ذلك اتجهت للعمل في مجال الفيديو كليب أمام المطرب عمرو دياب في أغنية «نور العين» وإيهاب توفيق. ومنها انطلقت إلى التمثيل من خلال مسلسلي «الليل وآخره» و«أوبرا عايدة», ثم أهداها المخرج نادر جلال دورا رئيسيا في مسلسل «طائر التمساح».